# Céphée (schip, 1937)
De Céphée is een houten spits die werd gebouwd in 1937 in Meregem en is een van de laatst bewaarde walenschepen. Het schip werd voortgetrokken door een paard. Als de wind goed zat, kon een klein zeil worden aangebracht. De pié werd gebruikt als paardenstal, maar werd later omgevormd tot waslokaal. Het schip heeft een art-deco-interieur. 
Het werd gekocht door het Antwerps Rijn- en Binnenvaartmuseum in 1979. Dat verkocht het door aan de Vrienden van het Nationaal Scheepvaartmuseum in 1984 en die schonken het aan de stad. Daarmee vervolledigde het schip de NSM-binnenvaartcollectie. Bij de sluiting van het Nationaal Scheepvaartmuseum kwam het schip samen met de overige collectie in beheer van het Museum aan de Stroom te Antwerpen. Sinds 3 maart 1994 is het een beschermd monument van Vlaanderen. De MAS-collectie. De Stad Antwerpen deed een volledige digitalisering van het schip door middel van foto’s en 3D-scans.  
De huidige plek is een hangar op de Jordaenskaai naast Het Steen. De kaaien krijgen in 2023 een heraanleg en verfraaiing. Daarom kon het houten schip niet op zijn ligplaats blijven. Het kreeg een nieuwe locatie, een schepenhal in het toekomstige Droogdokkenpark.